# Neufvy-sur-Aronde
Neufvy-sur-Aronde is een gemeente in het Franse departement Oise (regio Hauts-de-France) en telt 179 inwoners (1999). De plaats maakt deel uit van het arrondissement Compiègne.

## Geografie
De oppervlakte van Neufvy-sur-Aronde bedraagt 7,2 km², de bevolkingsdichtheid is 24,9 inwoners per km².
De onderstaande kaart toont de ligging van Neufvy-sur-Aronde met de belangrijkste infrastructuur en aangrenzende gemeenten.

## Demografie
Onderstaande figuur toont het verloop van het inwonertal (bron: INSEE-tellingen).